# Madeleine pénitente (Gentileschi)
Pour les articles homonymes, voir Madeleine pénitente.
Madeleine pénitente est un tableau réalisé par la peintre italienne Artemisia Gentileschi vers 1625-1630. De format vertical, cette huile sur toile est une peinture chrétienne qui représente Marie Madeleine en pénitence devant un fond neutre. La jeune femme y figure accoudée sur un coussin rouge posé à côté d'un crâne qu'elle caresse de l'autre main. Comme le vase d'onguents dans l'angle inférieur droit de la composition, ce dernier est le résultat d'un repentir. Il remplace un aspic dans ce qui était donc initialement un portrait de Cléopâtre se donnant la mort très similaire à celui que l'on trouve par ailleurs dans l'œuvre de l'artiste. La peinture retouchée est disponible sur le marché de l'art chez Robilant+Voena.

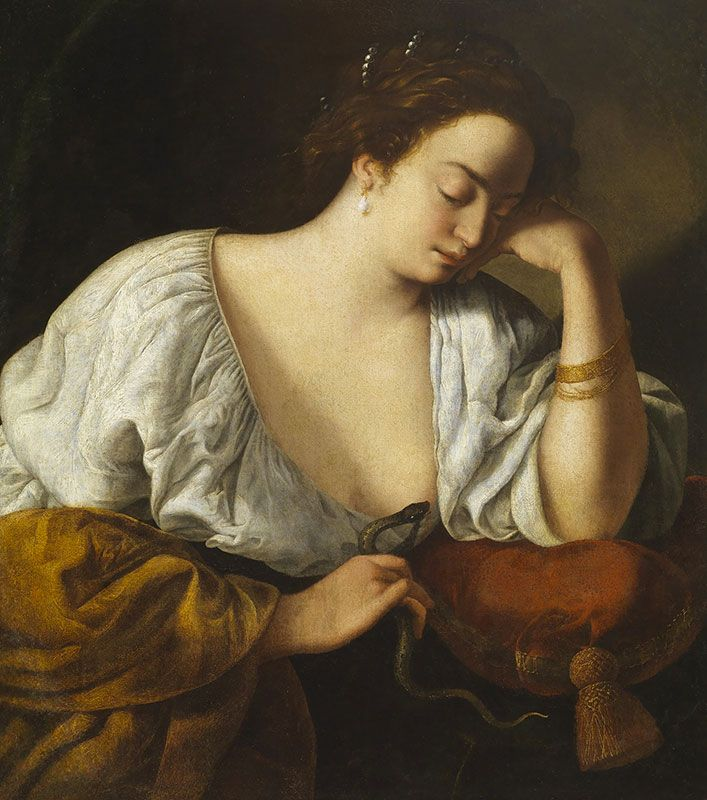
Cléopâtre – Collection privée.